# جنازة مومياء على نهر النيل
جنازة مومياء على النيل، (الفرنسية: Les Funérailles d'une momie)، هي لوحة زيتية على قماش رسمها الفنان الأمريكي فريدريك آرثر بريدجمان. أُنجزت بين عامي 1876 و1877، وتُعد من أشهر وأبرز أعماله. منذ عام 1990، تُعرض هذه اللوحة في متحف سبيد أرت في مدينة لويفيل بولاية كنتاكي، الولايات المتحدة.

## خلفية تاريخية
فريدريك آرثر بريدجمان، الذي أقام في باريس منذ عام 1866، قام بعدة رحلات إلى شمال إفريقيا بين عامي 1872 و1874. في شتاء عام 1873–1874، سافر إلى مصر للمرة الأولى برفقة الفنان تشارلز سبرايغ بيرس. بعد قضائهما بعض الوقت في القاهرة، توجّها جنوبًا على طول نهر النيل، ووصلا حتى أبو سمبل في أقصى جنوب مصر.
خلال هذه الرحلة، أنجز بريدجمان نحو 300 رسم تخطيطي ورسمة بالحبر، أصبحت لاحقًا مادة مرجعية لعدد من لوحاته الزيتية. وبعد عودته إلى باريس في صيف 1874، بدأ تنفيذ سلسلة من الأعمال الكبيرة التي تمحورت حول الحياة في مصر القديمة، من بينها تصوّرات طموحة تعيد بناء مشاهد من العالم المصري القديم.
بدأ بريدجمان العمل على لوحة جنازة مومياء على النيل في عام 1876، واستغرق إنجازها أكثر من ستة أشهر.